# Jennifer Kerner
 (novembre 2022).
 (novembre 2022).
 (novembre 2022).
Jennifer Kerner est une thanato-archéologue, vidéaste web et vulgarisatrice scientifique française, née le 18 février 1987.

## Biographie
Jennifer Kerner est comédienne de 2003 à 2012 avant de devenir archéologue spécialisée dans les pratiques funéraires de la Préhistoire. Elle a enseigné à l'université Paris-Nanterre de 2016 à 2021, puis devient scénariste scientifique pour le CNRS Images et chercheuse associée au Musée de l'Homme et au Muséum national d'histoire naturelle,,.
En octobre 2017, elle crée sa chaîne YouTube, Boneless Archéologie, pour y présenter des faits préhistoriques et mortuaires étonnants. Avant de toucher une audience plus large grâce au soutien du vidéaste Benjamin Brillaud (Nota Bene), cette chaine était avant tout un support pédagogique à destination de ses étudiants : « Je n’avais pas assez de temps pour dire ce que j’avais envie de dire à mes étudiants (…) J’ai commencé à faire des petites pastilles vidéos. C’était avant tout un complément à mes cours académiques. Une façon plus ludique d’ouvrir un dialogue sur l’archéologie de la préhistoire ».
Dans une interview pour Le Parisien, elle présente son activité de "passeuse de savoir" comme une vocation mais aussi un acte militant pour l'égalité des chances : "apprendre quelque chose à quelqu'un, c'est lui donner du pouvoir" martèle-t-elle.
Elle co-écrit le livre Retour vers le Paléo paru aux éditions Flammarion en 2019,. puis le livre Lady Sapiens en 2021,.
Jennifer Kerner est chroniqueuse pour l'émission « Historiquement Show » sur la chaine Histoire TV. Elle y présente des sujets liés à la préhistoire et à l'histoire macabre,.

### Parcours artistique
Jennifer Kerner a effectué sa scolarité en section sport-étude à La Rochelle où elle pratiquait l'équitation à haut niveau. Sportive, elle enchaîne les rôles physiques. Pour incarner le premier rôle dans le long-métrage de Pierre Mathiote 42 195 km, elle court même le marathon de La Rochelle, après plusieurs mois d'entraînement intensif.
Elle a suivi une formation à l'école de théâtre Les Enfants terribles avant d'entrer au Conservatoire. Elle commence sa carrière sur les planches à l'âge de 9 ans et se fait une place dans le paysage télévisuel après sa participation à la série Une fille d'enfer.
Elle se lance également tôt dans l'humour, discipline dans laquelle elle trouve une échappatoire, déclarant : « On me propose toujours des rôles très noirs, des tueuses en série, des psychopathes, des filles déséquilibrées. Le one-woman-show, ça me permet de me libérer de ces rôles dramatiques ! ».

### Parcours scientifique
Après un master d'archéologie à l'université Panthéon-Sorbonne, elle s'engage dans un doctorat à l'Université de Paris-Nanterre en 2012 sous la direction de Augustin Ferdinand Charles Holl. Sa thèse dont le titre est Manipulations post-mortem du corps humain : implications archéologiques et anthropologiques est soutenue le 7 octobre 2016,. De 2016 à 2019 elle enseigne l'archéologie funéraire à l'Université Sun-Yat-sen (Chine), et à l'université fédérale de l'état du Piauí (Brésil). Puis elle revient en France où elle enseigne jusqu'en 2021 à l'Université de Paris-Nanterre « Venue à l’université Paris-Nanterre pour faire sa thèse sur les doubles funérailles (funérailles en plusieurs temps, Ndlr), Jennifer Kerner y a ensuite décroché un poste à plein temps pour enseigner la préhistoire dans le département anthropologie de la MAE ». Un aperçu de ses travaux de recherche et d'enseignement est visible depuis le HAL de l'Université de Paris-Nanterre ou depuis son CV sur la même plateforme.
Depuis le printemps 2021, Jennifer Kerner est auteure et présentatrice de la série « Un Zeste pour la planète » sur la chaine YouTube du Centre national de la recherche scientifique[source secondaire souhaitée]. Elle est également reporter pour le magazine Historia depuis 2019.

## Filmographie

### Cinéma
- 2010 : La Rafle de Roselyne Bosch : la mère sur le toit
- 2012 : L'Écume des jours de Michel Gondry : la patineuse
- 2013 : L'homme qui en connaissait un rayon d'Alice Vial (court-métrage) : la vendeuse du 13e étage
- 2014 : Qu'est-ce qu'on a fait au Bon Dieu ? de Philippe de Chauveron : l'actrice rousse
- 2016 : Maxiplace de Vincent Diderot, production Astra film et S. Aubert : La femme de Bernard

### Télévision

#### Téléfilms
- 2003 : L'Enfant de l'aube de Marc Angelo : Margot
- 2012 : Jeux de Dames de François Guérin : Jennifer

#### Séries télévisées
- 2004 - 2005 : Une fille d'enfer de Pascal Lahmani et Bruno Garcia : Audrey
- 2012 : Section de recherches de Bruno Garcia : Mathilde
- 2012 : Brisons la glace de Pierre Mathiote : Stéphanie
- 2022 : Le Vortex de Ronan Letoqueux, saison 6 : Elle-même

## Théâtre
- 2013 : Un rôle pour deux actrices et demi de (Christine Berrou), mise en scène de Matthieu Coniglio (Théâtre Montmartre-Galabru) : Francine

## Seule en scène
- 2003-2004 : Première partie du spectacle de Jean Amadou et de Jacques Mailhot
- 2009 : As a Box of Frogs, The Comedy Store, Londres
- 2010 : Jenny joue les chipies !, Théâtre La Petite Loge, Paris
- 2010-2012 : Calamity Jenny, Théâtre de la Cible et Théâtre Les Feux de la Rampe, Paris

## Publications

### Science
- Manipulations post mortem du corps humain ; implications archéologiques et anthropologiques, Éditions Sidestone Press, 2018
- Retour Vers Le Paléo, (co-autrice au sein de la TeamPaléo), Éditions Flammarion,  (ISBN 9782081451438), 2019
- Lady Sapiens (co-autrice avec Éric Pincas & Thomas Cirotteau, dessins de Pascaline Gaussein), Editions les Arenes, 2021, 256 pages  (ISBN 979-1037504081)

### Littérature
- Chaos, suivi de Le Banquet, Éditions Bénévent, 2004
- Le Mari de Nuit, Paris, Éditions Gallimard, 2023
- Le tissu de crin, Paris, Collection Bleue, Mercure de France, 2024

## Distinctions
- 2017 : Prix de la meilleure thèse en archéologie Martine Aublet du Musée du Quai Branly Jacques-Chirac[21]
- 2014 : Bourse de terrain Martine Aublet du Musée du Quai Branly Jacques-Chirac[22]

## Palmarès en danse sur glace
- 2009-2012 : Médaillée d'or de la Coupe de France[13] en catégorie adulte / couple avec Aurélien Deharbe.

### Publications de Jennifer Kerner
1. ↑  Collectif, Clothilde Chamussy, Jennifer Kerner, Pierre Kerner, Marion Sabourdy, « Retour vers le Paléo de Collectif, Clothilde Chamussy, Jennifer Kerner, Pierre Kerner, Marion Sabourdy », sur editions.flammarion.com (consulté le 6 avril 2019).
2. ↑  Collectif, Jennifer Kerner, Eric Pincas, Thomas Cirotteau, « Lady Sapiens de Collectif, Jennifer Kerner, Eric Pincas, Thomas Cirotteau, Pascaline Gaussein », sur arenes.fr (consulté le 27 septembre 2021).
3. ↑  Persée, « Jennifer Kerner (2016) — Manipulations post-mortem du corps humain: implications archéologiques et anthropologiques. Thèse de doctorat soutenue le 7 octobre 2016 à l’Université de Paris-Nanterre, compte-rendu. » (consulté le 3 octobre 2021)